# Talaba Sport Club
Maillots
Actualités
Le Al Talaba Sport Club (en arabe : نادي الطلبة), plus couramment abrégé en Talaba SC,  est un club irakien de football fondé en 1969 et basé à Bagdad, la capitale du pays.
Il est traditionnellement connu pour être le club des étudiants.

## Historique
- 1969 : fondation du club sous le nom de Al Jameaa
- 1977 : le club est renommé Al Talaba

## Palmarès
| Compétitions nationales | Compétitions internationales                                    |
| --- | --------------------------------------------------------------- |
| - Championnat d'Irak (5) : - Champion : 1980-81, 1981-82, 1985-86, 1992-93 et 2001-02. - Coupe d'Irak - Vainqueur : 2001-02 et 2002-03. - Finaliste : 1979-80, 1980-81, 1981-82, 1992-93, 1993-94 et 1998-99. | - Coupe d'Asie des vainqueurs de coupe : - Finaliste : 1994-95. |

## Personnalités du club

### Entraîneurs du club
- Thamir Muhsin
- Radhi Shenaishil

### Anciens joueurs du club
| - Younis Mahmoud - Jamal Salih - Yahya Alwan - Nazar Ashraf - Hussein Saeed - Mahdi Abdul-Sahib - Rahim Hamed - Thair Ahmed - Basil Gorgis - Mustafa Karim - Ahmad Mnajed |  | - Ali Hussein Shihab - Mahdi Karim - Karim Salman - Jamal Ali - Habib Jafar - Alaa Kadhim - Hamza Hadi - Suhail Sabir (gardien de but) - Bassim Abbas - Noor Sabri - Abdul-Wahab Abu Al-Hail |